# Paavo Nurmi Games
I Paavo Nurmi Games sono un meeting internazionale di atletica leggera, inserito nel circuito IAAF World Challenge, che si tiene annualmente nel mese tra il mese giugno e il mese di agosto al Paavo Nurmi Stadium di Turku in Finlandia.

## Edizioni
Di seguito la tabella delle ultime edizioni del meeting.
| Anno | Edizione | Circuito                  | Dettagli               |
| ---- | -------- | ------------------------- | ---------------------- |
| 2017 | LXI      | IAAF World Challenge 2017 | Paavo Nurmi Games 2017 |
| 2018 | LXII     | IAAF World Challenge 2018 | Paavo Nurmi Games 2018 |
| 2019 | LXIII    | IAAF World Challenge 2019 | Paavo Nurmi Games 2019 |

## Record del meeting

### Uomini
| Specialità             | Record           | Atleta            | Nazionalità                 | Data           | Note |
| ---------------------- | ---------------- | ----------------- | --------------------------- | -------------- | ---- |
| 100 m piani            | 9"92 (+1,5m/s)   | Marcell Jacobs    | 🇮🇹 Italia                   | 18 giugno 2024 |      |
| 200 m piani            | 20"23 (0,0 m/s)  | Ramil Guliyev     | Turchia                     | 5 giugno 2018  |      |
| 800 m piani            | 1'45"00          | Mike Boit         | Kenya                       | 24 luglio 1975 |      |
| 1.500 m piani          | 3'36"81          | Elijah Manangoi   | Kenya                       | 25 giugno 2015 |      |
| 3.000 m piani          | 7'44"36          | Sadik Mikhou      | Bahrein                     | 13 giugno 2017 |      |
| 5.000 m piani          | 12'55"95         | Josephat Menjo    | Kenya                       | 18 agosto 2010 |      |
| 110 m ostacoli         | 13"18 (-0,1 m/s) | Sergey Shubenkov  | Atleti Neutrali Autorizzati | 5 giugno 2018  |      |
| 3.000 m siepi          | 8'18"24          | Andy Bayer        | Stati Uniti                 | 11 giugno 2019 |      |
| Salto con l'asta       | 5.85 m           | Yevgeny Smiryagin | Russia                      | 12 giugno 1997 |      |
| Salto in lungo         | 8.14 m           | Godfrey Mokoena   | Sudafrica                   | 24 giugno 2009 |      |
| Salto triplo           | 17.21 m          | Yaming Zhu        | Cina                        | 11 giugno 2019 |      |
| Getto del peso         | 21.23 m          | Al Feuerbach      | Stati Uniti                 | 1 agosto 1974  |      |
| Getto del peso         | 21.23 m          | Augie Wolf        | Stati Uniti                 | 26 giugno 1984 |      |
| Lancio del disco       | 66.74 m          | Fedrick Dacres    | Giamaica                    | 11 giugno 2019 |      |
| Lancio del martello    | 82.40 m          | Paweł Fajdek      | Polonia                     | 13 giugno 2017 |      |
| Lancio del giavellotto | 91.28 m          | Thomas Röhler     | Germania                    | 29 giugno 2016 |      |

### Donne
| Specialità             | Record           | Atleta               | Nazionalità | Data           | Note |
| ---------------------- | ---------------- | -------------------- | ----------- | -------------- | ---- |
| 100 m piani            | 11"16 (+1,1 m/s) | Carina Horn          | Sudafrica   | 25 giugno 2015 |      |
| 800 m piani            | 2'01"50          | Olga Lyakhova        | Ucraina     | 13 giugno 2017 |      |
| 1.500 m piani          | 4'06"21          | Winnie Nanyondo      | Uganda      | 11 giugno 2019 |      |
| 3.000 m piani          | 8'38"65          | Meskerem Mamo        | Etiopia     | 5 giugno 2018  |      |
| 100 m ostacoli         | 12"58            | Christina Clemons    | Stati Uniti | 11 giugno 2019 |      |
| 400 m ostacoli         | 55"23            | Andrea Blackett      | Barbados    | 2 agosto 2000  |      |
| 3000 m siepi           | 9'28"49          | Salima Alami         | Marocco     | 25 giugno 2015 |      |
| Salto in alto          | 1.98 m           | Louise Ritter        | Stati Uniti | 25 luglio 1985 |      |
| Salto con l'asta       | 4.62 m           | Alysha Newman        | Canada      | 11 giugno 2019 |      |
| Salto triplo           | 14.22 m          | Gabriela Petrova     | Bulgaria    | 11 giugno 2019 |      |
| Getto del peso         | 19.38 m          | Chase Ealey          | Stati Uniti | 11 giugno 2019 |      |
| Lancio del disco       | 66.22 m          | Sandra Perković      | Croazia     | 5 giugno 2018  |      |
| Lancio del martello    | 75.61 m          | Anita Włodarczyk     | Polonia     | 11 giugno 2019 |      |
| Lancio del giavellotto | 65.03 m          | Tatsiana Khaladovich | Bielorussia | 13 giugno 2017 |      |